# Інститут розведення і генетики тварин імені М. В. Зубця НААН України

Інститут розведення і генетики тварин імені М. В.Зубця Національної академії аграрних наук України - державна наукова установа, створена 29 вересня 1975 року згідно з наказом Міністерства сільського господарства УРСР.
Інститут є головною установою науково-методичного центру «Розведення тварин», що здійснює виконання програми НААН «Розведення і генетика тварин», в рамках якої він координує наукові дослідження з питань розведення і генетики сільськогосподарських тварин 27 установ України.
Інститут відповідальний за виконання програми «Збереження генофонду сільськогосподарських тварин», реалізовують завдання якої 11 інститутів системи НААН. З цією метою розпочато створення банку генофонду порід ВРХ, свиней, коней, овець, кіз, птиці, звірів, риби, бджіл, шовкопряду з філіями по регіонах України.
Інституту розведення і генетики тварин імені М.В.Зубця НААН присвоєно статуси селекційного центру із скотарства, лабораторії генетичного контролю і лабораторії з оцінки якості молока, інститут ліцензований на провадження наукової діяльності з проведення генетичної експертизи походження та аномалій тварин великої рогатої худоби, коней, свиней, овець і зі зберігання і реалізації племінних (генетичних) ресурсів — сперми, ембріонів та яйцеклітин великої рогатої худоби, свиней, коней, овець, кіз, птиці, звірів, риби, бджіл, шовкопряду.
Всього у 14 наукових підрозділах інституту працює 89 наукових співробітників, у тому числі 7 докторів i 36 кандидатів наук.
Інститут видає міжвідомчий тематичний науковий збірник «Розведення і генетика тварин». У світ вже вийшло 37 збірників.
При інституті працюють аспірантура і докторантура з чотирьох спеціальностей:
1. розведення і селекція тварин;
2. генетика;
3. технологія виробництва продуктів тваринництва;
4. біотехнологія.

В інституті сформувалися і активно розвиваються наукові школи:
- з селекції м'ясних порід — М. В. Зубця, академіка НААН, доктора сільськогосподарських наук, професора;
- селекції і біотехнології у тваринництві — В. П. Бурката, академіка УААН, доктора сільськогосподарських наук, професора;
- селекції молочних порід — М. Я. Єфіменка, член-кореспондента НААН, доктора сільськогосподарських наук, професора;
- селекції і відтворення сільськогосподарських тварин — Й. З. Сірацького, доктора сільськогосподарських наук, професора.

При інституті діє спеціалізована вчена рада по захисту кандидатських і докторських дисертацій зі спеціальностей розведення та селекція тварин і генетика. За час роботи у вченій раді проведено захист 24 докторських та 73 кандидатських дисертацій.
Інститут тісно співпрацює з Департаментом ринків продукції тваринництва з Головною державною племінною інспекцією Міністерства аграрної політики України, Національним об'єднанням по племінній справі у тваринництві «Укрплемоб'єднанням», Державним науково-виробничим концерном «Селекція».
Інститут проводить спільні наукові дослідження з аналогічними установами Канади, Німеччини, Чехії, Польщі, Росії, Білорусі, Казахстану та інших країн.